# Heinrich Leitz
Heinrich Friedrich Leitz (* 6. Juli 1886 in Sandhofen; † 22. April 1930 in Graz) war ein deutscher Bauingenieur.

## Leben
Leitz studierte an der TH Karlsruhe mit dem Diplom 1910 und der Promotion bei Friedrich Engesser 1914. Er war Assistent von Engesser und habilitierte sich 1922 an der TH München. Leitz war in leitender Funktion als Ingenieur in der Bauindustrie tätig, unter anderem beim Bau der Eisenbahn von Aleppo nach Bagdad (der Bagdadbahn). 1928 wurde er ordentlicher Professor für Baumechanik an der TH Graz.
Außer im Eisenbahnbau war er auch im Brückenbau und Hochbau tätig. Bekannt wurde er auch für seine Beiträge zur Statik des Stahlbetons. Zum Beispiel schrieb er die Abschnitte zur Plattenstatik im Beton-Kalender 1926 und über Schalen und Behälter in dem Beton-Kalender 1931 (nach seinem Tod im Beton-Kalender von Günter Worch weitergeführt).

## Schriften
- Die Berechnung der frei aufliegenden, rechteckigen Platten. In: Forscherarbeiten auf dem Gebiet des Eisenbetons, Heft 23, Ernst und Sohn, Berlin 1914 (= Dissertation, 1913)
- Die Drillungsmomente kreuzweise bewehrter Platten. In: Die Bautechnik, 1925
- Über die Anwendung der Elastizitätstheorie auf kreuzweise bewehrten Beton. In: Beton- und Stahlbetonbau, 1926
- Berechnung des Betonstraßenoberbaues. In: Bautechnik, 1926